# Gamma (enseigne)
Pour les articles homonymes, voir Gamma (homonymie).

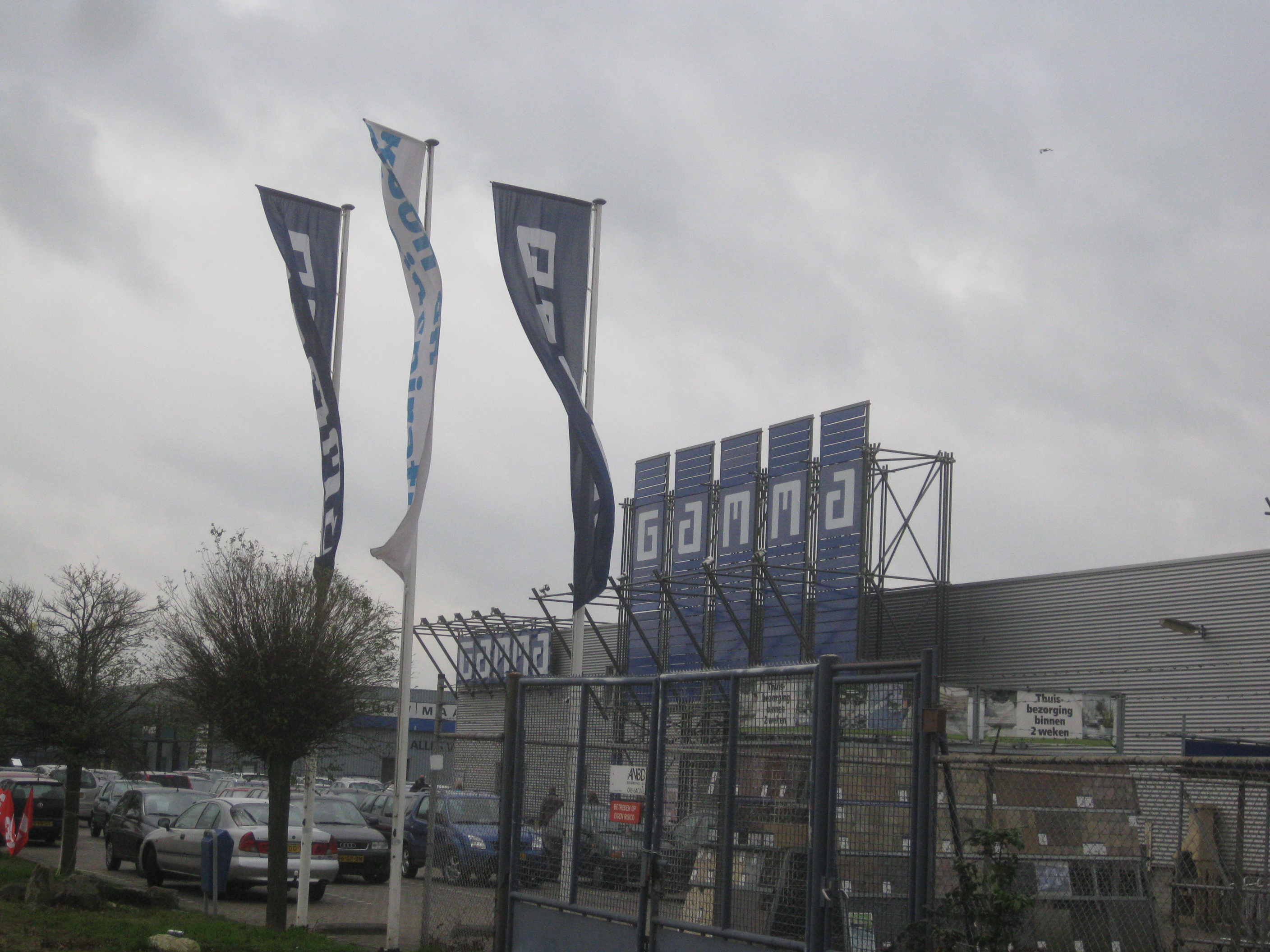
Un magasin Gamma en novembre 2011 à Nimègue aux Pays-Bas.

Gamma (stylisée en majuscules : « GAMMA ») est une chaîne de magasins de bricolage néerlandaise créée en 1971, spécialisée dans les produits de bricolage et de jardinage et basée à Leusden aux Pays-Bas avec des magasins en Belgique et aux Pays-Bas. L'enseigne Gamma appartient avec Karwei (en) au groupe Intergamma (en). Les principaux concurrents de Gamma Belgique sont : Hubo et Brico.
La superficie de la surface de vente des magasins Gamma varient entre 2 000 mètres carrés et 6 000 mètres carrés. La chaîne compte en 2014 au total 248 magasins aux Pays-Bas et en Belgique.

## Histoire
Le 11 mai 1971, Gamma fut créé aux Pays-Bas, lorsque cinq grossistes néerlandais de matériaux de construction ouvrent un premier magasin dans la commune de Bréda. En 1979, Gamma a été créé en Belgique comme entité autonome au sein de la société faîtière Intergamma.

## Implantation

### Nombre de magasins
| Pays     | 1er magasin | Nombre de magasins |
| -------- | ----------- | ------------------ |
| Pays-Bas | 1971        | 165                |
| Belgique | 1979        | 83                 |